# Dommartin-lès-Vallois
Dommartin-lès-Vallois is een gemeente in het Franse departement Vosges (regio Grand Est) en telt 53 inwoners (2009). De plaats maakt deel uit van het arrondissement Épinal.

## Geografie
De oppervlakte van Dommartin-lès-Vallois bedraagt 5,1 km², de bevolkingsdichtheid is dus 10,4 inwoners per km².
De onderstaande kaart toont de ligging van Dommartin-lès-Vallois met de belangrijkste infrastructuur en aangrenzende gemeenten.

## Demografie
Onderstaande figuur toont het verloop van het inwonertal (bron: INSEE-tellingen).